# Mike Sylvester
Michael "Mike" Sylvester (Cincinnati, 10 de dezembro de 1951) é um ex-basquetebolista estadunidense naturalizado italiano que conquistou a medalha de prata disputada nos XXII Jogos Olímpicos de Verão realizados em Moscou em 1980.